# Klemens Löffler
Klemens Löffler (* 30. Januar 1881 in Steinbach, Eichsfeld; † 17. März 1933 in Köln) war ein deutscher Historiker und Bibliothekar. Ein Schwerpunkt seines Schaffens waren kirchengeschichtliche Themen.

## Leben und Wirken
Klemens Löffler wurde als Sohn eines Bauern geboren und besuchte die Volksschule in Steinbach, die bischöfliche Rektoratsschule in Duderstadt und das Staatliche Katholische Gymnasium in Heiligenstadt, auf dem er das Abitur machte. Er studierte Geschichte, Geographie und Deutsche Philologie in Freiburg i. Br., München, Münster, wo Aloys Meister sein Lehrer war, und Göttingen. Während seines Studiums wurde er 1899 Mitglied der KDStV Hercynia Freiburg im Breisgau und der VKDSt Saxonia Münster. 1903 wurde er an der Universität Halle zum Dr. phil. promoviert und arbeitete kurz als Gymnasiallehrer in Schwetz und Graudenz.
1903 trat Löffler als Volontär an der Universitätsbibliothek Münster in den höheren Bibliotheksdienst ein, ging 1904 an die Universitätsbibliothek Göttingen, legte 1905 die Fachprüfung als Bibliothekar ab und wurde 1906 Hilfsbibliothekar an der Staatsbibliothek zu Berlin. 1908 wurde er Bibliothekar an der Universitätsbibliothek Breslau, 1909 an der Universitätsbibliothek Münster. Im Mai 1914 wurde er zum ordentlichen Mitglied der Historischen Kommission für Westfalen gewählt. 1918 wurde ihm der Professorentitel verliehen. Zum 1. Juli 1918 wurde er Direktor der Stadtbibliothek Köln, die er ab 1919 nach der Gründung der Universität Köln zur Universitäts- und Stadtbibliothek ausbaute.
Seine 1911 zuerst erschienene und 1933 mit einem Teil von Franz Xaver Seppelt erweiterte Papstgeschichte war bis zum Zweiten Weltkrieg sehr populär. Als Standardwerk gilt bis heute sein Werk über die sog. Wiedertäufer von Münster.
Löffler blieb zeit seines Lebens seiner Heimat, dem Eichsfeld, sehr verbunden, so war er etwa 1906 u. a. mit Konrad Hentrich Gründer des Vereins für Eichsfeldische Heimatkunde und dessen erster Vorsitzender.
Löffler starb 1933 völlig überraschend. Er liegt auf dem Melaten-Friedhof in Köln begraben.

## Familie
Klemens Löffler heiratete 1910 die Pianistin Maria Wöhning. Sie hatten zwei Töchter. Die Fotografin Annelise Löffler (1914–2000) war ihre Tochter.

## Veröffentlichungen (Auswahl)
- Die westfälischen Bischöfe im Investiturstreit und in den Sachsenkriegen unter Heinrich IV. und Heinrich V. Schöningh, Paderborn 1903 (= Dissertation Halle 1903, Digitalisat).
- Papstgeschichte von der französischen Revolution bis zur Gegenwart. Kösel, Kempten, München 1911. 2. Auflage München-Kempten 1923
- Deutsche Klosterbibliotheken. 2. Auflage 1922 Digitalisat.
- Die Wiedertäufer zu Münster 1534/35. Berichte, Aussagen und Aktenstücke von Augenzeugen und Zeitgenossen. Diederichs, Jena 1923 Digitalisat.
- Festschrift zum dreihundertfünfzigjährigen Jubiläum des staatlichen Gymnasiums zu Heiligenstadt. Im Namen der früheren Schüler und in Verbindung mit ... herausgegeben von Klemens Löffler. Gymnasium, Heiligenstadt 1925.
- mit Franz Xaver Seppelt: Papstgeschichte von den Anfängen bis zur Gegenwart. Josef Kösel / Friedrich Pustet, München 1933 (archive.org).

Eine Bibliographie veröffentlichte Flaskamp 1968.